# Burlas a Jesús

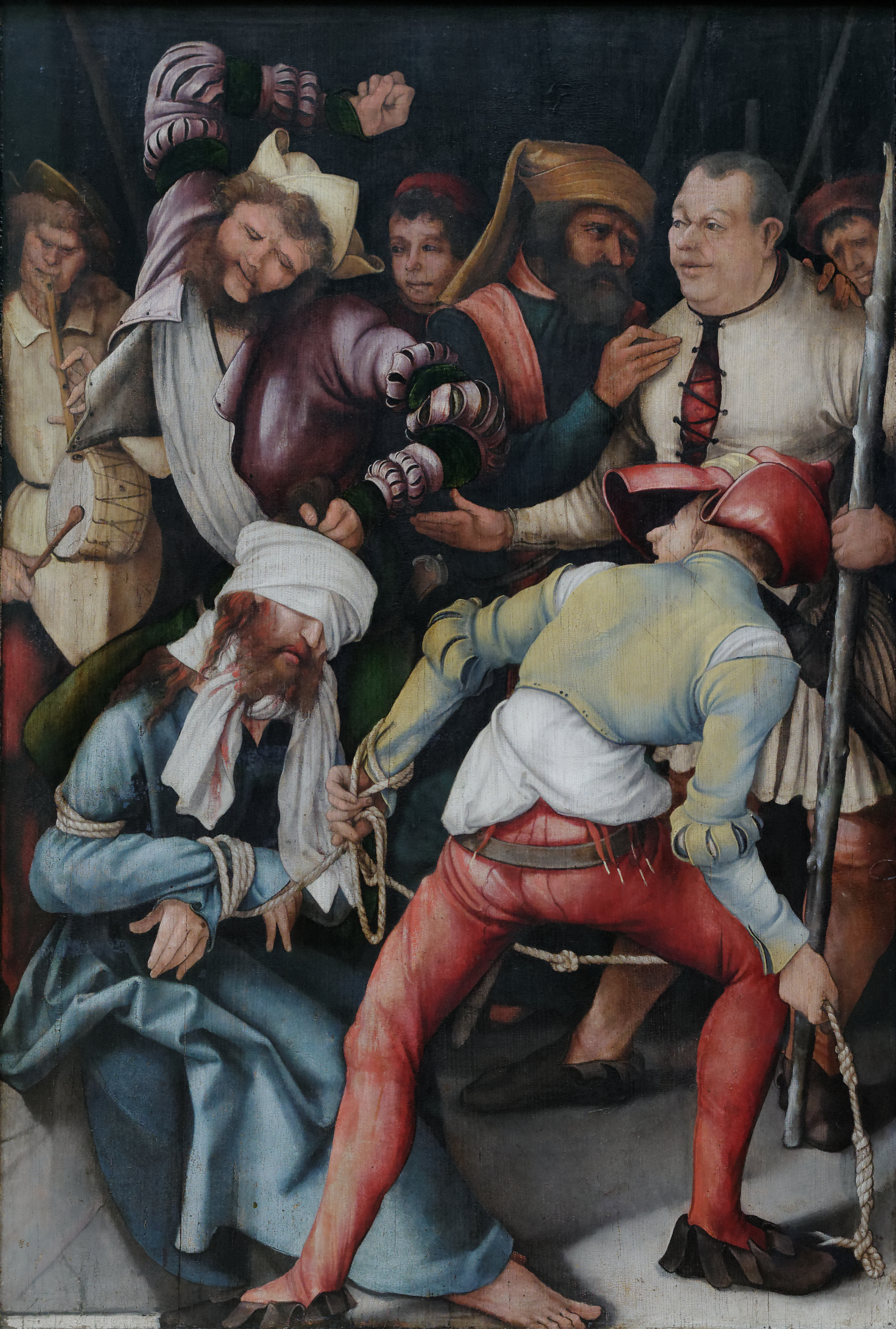
El escarnio de Cristo de Matthias Grünewald, c. 1505

Las burlas a Jesús, también llamadas el escarnio de Jesús ocurrió varias veces, después de su juicio y antes de su crucifixión según los evangelios canónicos del Nuevo Testamento. Se considera parte de la pasión de Jesús.
Según las narraciones evangélicas, Jesús había predicho que se burlarían de él (Mateo 20:17-19, Marcos 10:32-34 y Lucas 18:31-33). El escarnio de Cristo tuvo lugar en tres etapas: inmediatamente después de su juicio, inmediatamente después de su condena por Poncio Pilato, y cuando estaba siendo crucificado.
Las narraciones del Nuevo Testamento en las que se burlan de Jesús están llenas de ironía, puesto que se centran en los papeles profético y real de Jesús, hecho imposible para los judíos.

## Textos bíblicos
La referencia que hace Jesús hacia las burlas a que será sometido están incluidas en el tercer anuncio de su pasión que les hace a sus discípulos. 
- Según Mateo (20; 17-19)

Cuando subía Jesús camino de Jerusalén tomó aparte a sus doce discípulos y les dijo:
—Mirad, subimos a Jerusalén, y el Hijo del Hombre será entregado a los príncipes de los sacerdotes y a los escribas, le condenarán a muerte, y le entregarán a los gentiles para burlarse de él y azotarlo y crucificarlo, pero al tercer día resucitará.

- Según Marcos (10; 32-34)

Iban de camino subiendo a Jerusalén. Jesús los precedía y ellos estaban sorprendidos: los que le seguían tenían miedo. Tomó de nuevo consigo a los doce y comenzó a decirles lo que le iba a suceder: —Mirad, subimos a Jerusalén, y el Hijo del Hombre será entregado a los príncipes de los sacerdotes y a los escribas; le condenarán a muerte y le entregarán a los gentiles; se burlarán de él, le escupirán, lo azotarán y lo matarán, pero después de tres días resucitará.

- Según Lucas (18; 31-33)

Tomando consigo a los doce, les dijo: —Mirad, subimos a Jerusalén, y se cumplirán todas las cosas que han sido escritas por medio de los Profetas acerca del Hijo del Hombre: será entregado a los gentiles y se burlarán de él, será insultado y escupido, y, después de azotarlo, lo matarán, y al tercer día resucitará.

## Primera etapa

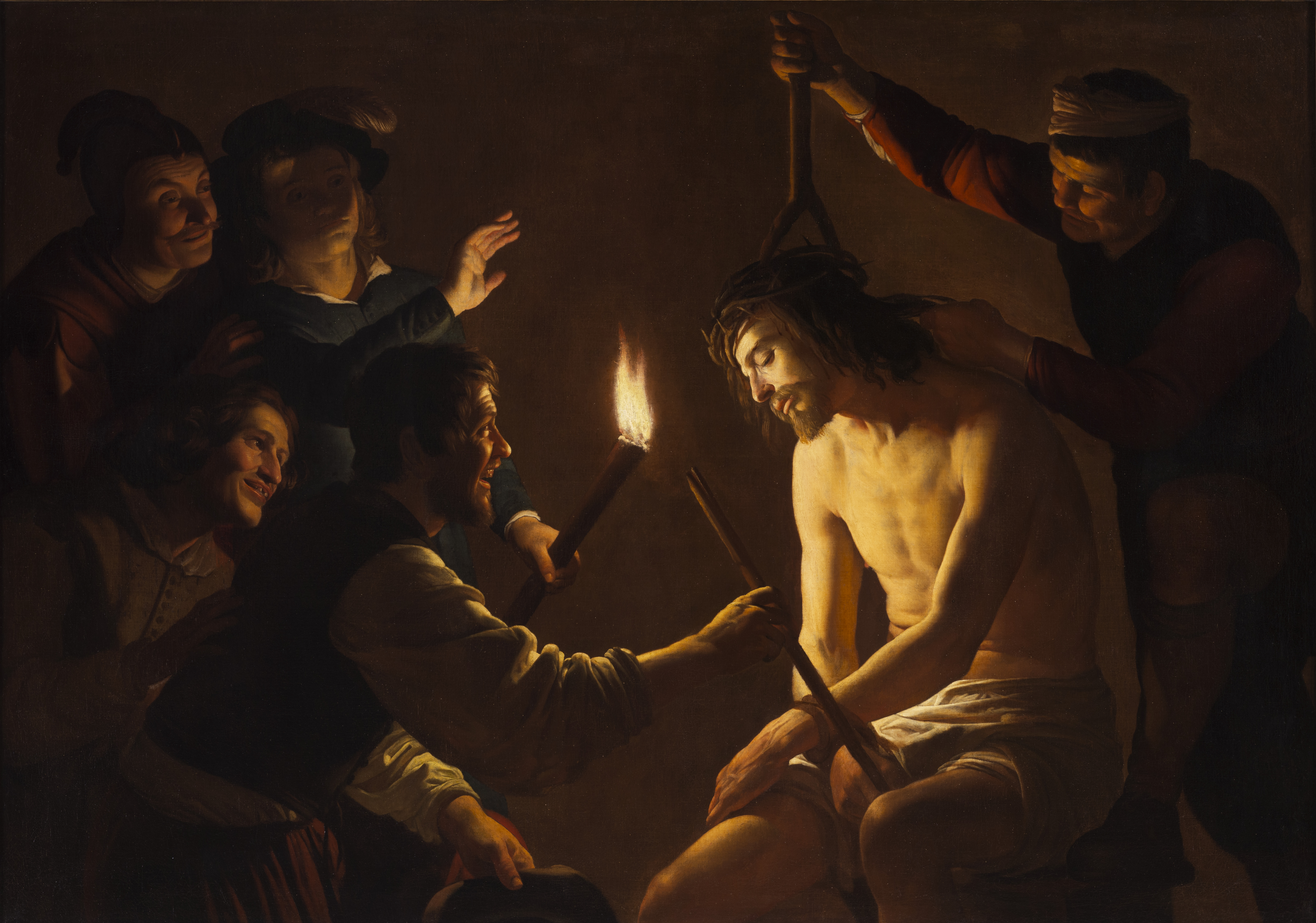
Gerrit van Honthorst, El escarnio de Cristo, c. 1617

Después del condenación de Jesús por el Sanedrín, algunos le escupieron (Marcos 14:65). Le vendaron los ojos y le golpearon, y luego se burlaron de él: "¡Profetiza! ¿Quién te ha pegado?" (Lucas 22:63). Esto lo hicieron los hombres que "sujetaban a Jesús" (Lucas 22:63, King James Version). La Nueva Versión Internacional traduce esto como "los hombres que custodiaban a Jesús", pero Joel B. Green toma la frase para referirse a los "jefes de los sacerdotes, los oficiales de la policía del templo y los ancianos" mencionados en el versículo 52.
Green sugiere que Jesús sufre la burla propia de los profetas, y que su sufrimiento sugiere su "solidaridad con los agentes de Dios que hablan en nombre de Dios y son rechazados". Susan R. Garrett ve la inclusión de la burla por parte de Marcos como un ejemplo de ironía, ya que Jesús es de hecho un profeta, en el mismo momento en que se estaba cumpliendo su profecía de que Pedro le negaría. La tarea profética no siempre se describe como positiva en la Biblia, y los profetas eran a menudo objeto de persecución y oposición. 

## Segunda etapa

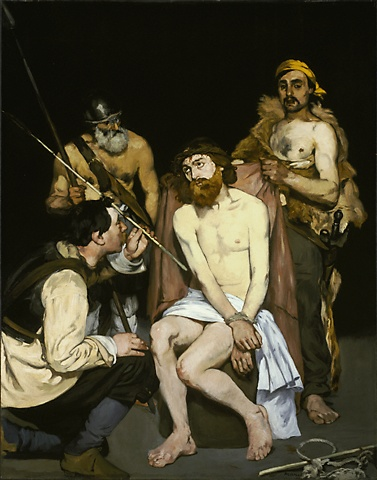
Édouard Manet, Jesús burlado por los soldados, c. 1865

Después de su condena por Poncio Pilato, Jesús fue flagelado y escarnecido por soldados romanos. Lo vistieron con una túnica "púrpura" (RV95) o "escarlata" (RV95) que simbolizaba un vestido real, ya que la púrpura era un color real, le pusieron una corona de espinas en la cabeza que simbolizaba una corona real, y le pusieron un bastón en la mano que simbolizaba un cetro. Se arrodillaron ante él y dijeron: "¡Salve, rey de los judíos!". (KJV). Esto lo hicieron para burlarse de la realeza de Jesús. Después de esto, le escupieron, y le golpearon en la cabeza con el bastón repetidamente.
Peter Leithart señala que al final de la escena, los soldados "invierten toda la coronación con una anticoronación.  Escupen con desprecio en lugar de arrodillarse con reverencia, arrancan el cetro de la mano de Jesús y golpean con él su cabeza coronada, despojan del manto escarlata y lo sustituyen por el propio manto de Jesús". Leithart continúa sugiriendo que, en este punto, los romanos "quitan el velo de la ironía y revelan lo que realmente piensan" sobre los judíos y su Dios.
Robert J. Miller sugiere que el relato evangélico es profundamente irónico ya que Jesús está ejerciendo su realeza a través de la sumisión y el sufrimiento: "los legionarios romanos, sin saberlo, han favorecido los propósitos secretos de Dios al vestir a Jesús de rey"  De hecho, la ironía opera en dos niveles. James L. Resseguie señala que hay ironía verbal en la forma en que los soldados "se burlan de Jesús como un fracaso funesto y un rey de mentira" (es decir, los propios soldados están siendo irónicos), así como ironía dramática en el sentido de que los lectores "saben que la aclamación suena a verdad en formas que los soldados no podrían entender".
Lucas 23:11 también menciona que Herodes Antipas y sus soldados lo ridiculizaron y se burlaron de él, cuando Jesús fue llevado a la corte de Herodes (New Revised Standard Version).

## Tercera etapa

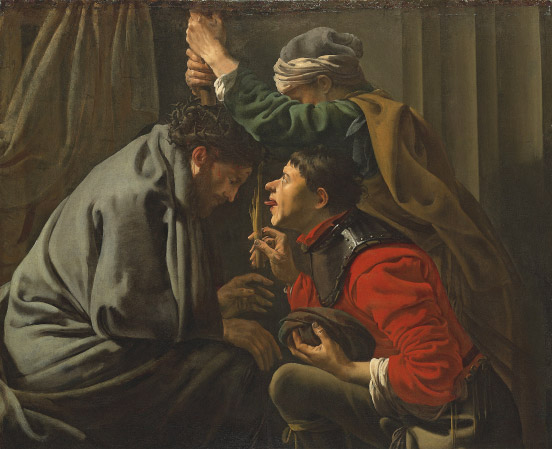
Hendrick ter Brugghen, El escarnio de Cristo, c. 1625

También se burlaron de Jesús mientras estaba en la cruz. Según Marcos 15:29-30, esto lo hicieron los que pasaban por allí y le lanzaban insultos y le decían que bajara de la cruz.  Marcos 15,31-32 señala que "los sumos sacerdotes y los maestros de la ley" también se burlaban de él entre ellos, diciendo: "¡Salvó a otros, pero no puede salvarse a sí mismo! Que baje ahora de la cruz este Mesías, este rey de Israel, para que veamos y creamos". Por último, los crucificados con Jesús también le profirieron insultos (Marcos 15:32).
Lucas 23:36-37 menciona las burlas de los soldados romanos: "Los soldados también se burlaban de él, acercándose y ofreciéndole vino agrio, y diciendo: "Si tú eres el Rey de los judíos, sálvate a ti mismo"". (Nueva Versión Estándar Revisada). En Mateo 27:42 la gente, el sacerdote y los ancianos se burlan de Jesús, y le gritan mientras está colgado en la cruz: "Salvó a otros; que se salve a sí mismo si es el Cristo, el elegido de Dios".
Según Lucas 23:39, un criminal a su izquierda que colgaba junto con Jesús en la cruz, le lanzó insultos a Jesús: "¿No eres tú el Mesías? Sálvate a ti mismo y a nosotros!"
Según Lucas 23:39, uno de los criminales de la izquierda, que colgaba junto a Jesús en la cruz, lanzó insultos a Jesús: "¿No eres tú el Mesías? Sálvate a ti mismo y a nosotros!"
Así, mientras que la primera etapa implica la burla de los judíos, y la segunda etapa la burla de los gentiles, la tercera etapa tiene ambas juntas. Leithart señala que en este punto "judíos y gentiles, gobernantes y criminales, escribas y plebeyos, toda la humanidad se une en un solo coro de blasfemia."

Timothy C. Gray señala que en el Evangelio de Marcos, las burlas contra Jesús en la cruz "retoman las dos acusaciones formuladas contra Jesús en su juicio": en primer lugar, que Jesús "amenazó al templo con la destrucción" (14:58 y 15:29); en segundo lugar, que Jesús "afirmó ser el Mesías" (14:61-62 y 15:31-32). 

## Significado teológico

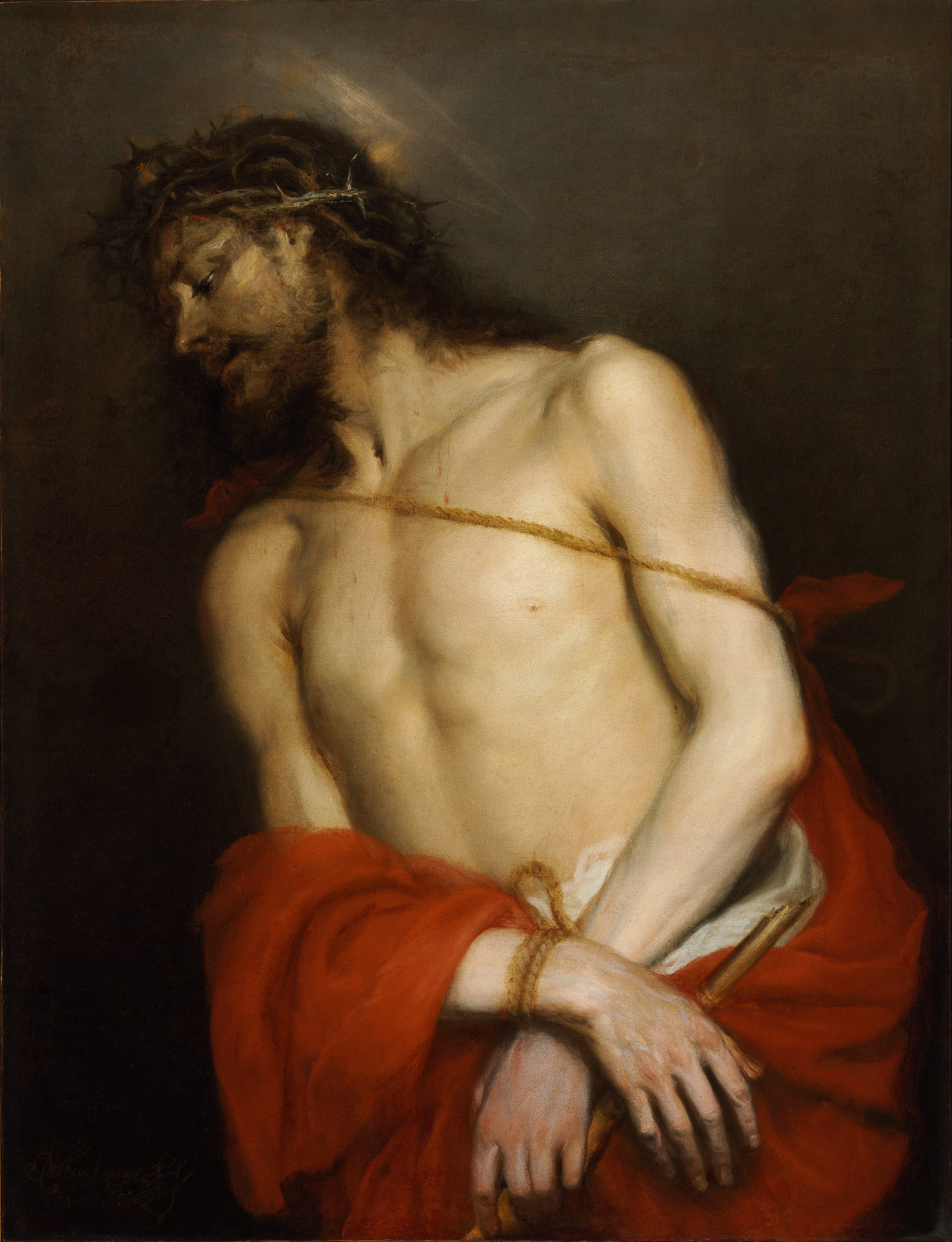
Mateo Cerezo, Ecce Homo, 1650

Peter Leithart argumenta que en la persona de Jesús, Dios mismo fue burlado. Sugiere que "para Mateo, la cruz trata principalmente de la burla del hombre a Dios", y señala que mientras Pablo dice en Gálatas 6:7 que "Dios no se burla", esto es precisamente porque Dios ha sido burlado.
Muchos cristianos consideran que el sufrimiento de Jesús es redentor. Francis Foulkes sostiene que en el Nuevo Testamento se hace hincapié en que el sufrimiento y la muerte de Jesús son "por nosotros". De este modo, algunos cristianos ven la burla que soportó Jesús como soportada en su nombre. Por ejemplo, Philip Bliss escribió en su himno "¡Aleluya! Qué Salvador":

Llevando vergüenza y burlándose grosero,
En mi lugar condenado Él estuvo;
Selló mi perdón con su sangre.
¡Aleluya! Qué Salvador!

La burla de Jesús también es vista por muchos cristianos en los cantos del siervo, como en Isaías 50:6 donde 

Di mi espalda a los que golpean
y mis mejillas a los que arrancan la barba;
No escondí mi rostro del oprobio y del escupitajo.

Lo cual contrasta notablemente con el versículo siguiente, Isaías 50:7, que mira hacia adelante

Porque el Señor Soberano me ayuda,
no seré deshonrado.
Por eso he puesto mi rostro como el pedernal,
y sé que no seré avergonzado.

La escena en que Jesús fue escarnecido mientras estaba en la cruz, es también una manifestación de la misericordia de Dios a través de Jesús, que él mismo es escarnecido, humillado y dolorido. Dos hombres fueron crucificados al mismo tiempo que Jesús, uno a su derecha y otro a su izquierda (KJV, 15: 27-28,32, KJV, 19:18), que el Mark interpreta como el cumplimiento de la profecía de Isaías. 53:12. Según Mateo y Marcos, respectivamente, ambos "ladrones" se burlaron de Jesús (27:44, RV95); Lucas, sin embargo, menciona que:

39 Uno de los malhechores que estaban allí colgados injuriaba a Jesús, diciendo: "¿No eres tú el Mesías? Sálvate a ti mismo y a nosotros".
40 Pero el otro, reprendiéndole, le respondió: "¿No tienes temor de Dios, pues estás sujeto a la misma condenación?".
41 Y en verdad, nosotros hemos sido condenados justamente, pues la sentencia que recibimos corresponde a nuestros crímenes, pero este hombre no ha hecho nada criminal."
42 Entonces dijo: "Jesús, acuérdate de mí cuando vengas a tu reino."
43 Él le respondió: "En verdad te digo que hoy estarás conmigo en el Paraíso." NIV

Jesús prometió a este ladrón que estará con él en el Paraíso, justo delante de los que se burlaban de él. Dios salva a través de Jesús, porque Dios está lleno de misericordia, una misericordia revelada a través de Jesucristo, que le dice a un ladrón: "Hoy estarás conmigo en el Paraíso."